# Rišel Mid
Rišel Mid (rođena 12. novembra 1976) američka je autorka fantastičnih romana. Poznata je po serijalima Georgina Kincaid, Vampirska akademija, Krvne veze i Tamni labud.

## Obrazovanje i karijera
Rišel Mid je rođena u saveznoj državi Mičigen, i trenutno živi u predgrađu Sijetla, Kirklandu, u saveznoj državi Vašington, u SAD-u. Rišel Mid stiče uspeh sa romanima  Vampirska Akademija  Ima tri stepena obrazovanja: diplomu sve opštih studija sa Univerziteta u Mičigenu, Master rad iz komparativnih religija na Zapadno Mičigenskom Univerzitetu i Master rad za predavača na Vašingtonskom univerzitetu. Nakon sticanja diplome za nastavnika, postaje učitelj osmog razreda u predgrađu Sijetla, gde je predavala društvene studije i engleski jezik. U slobodno vreme je nastavila da piše, dok nije prodala svoj prvi roman "Succubus Blues". Nakon toga napušta svoj posao učitelja kako bi mogla da se potpuno posveti pisanju, i njene druge knjige su brzo usledile.

## Nagrade i priznanja
- Pohvala - 2009 P.E.A.R.L. Awards - Najbolji romantično-fantastični roman -  Thorn Kueen [5]
- Winner - 2010 Teen Read Awards - Best Teen Series - Vampire Academy series[6]
- Pobednik - 2010 Teen Read Awards - Najbolji tinjedž serijal -  Vampirska akademija serijal
- Pobednik - 2010 Goodreads Choice Avards - Goodreads Autor - Rišel Mid
- Nominacija - 2010 Goodreads Choice Awards - Paranormal Fantazi -  Succubus Shadows
- Nominacija - 2011 Kids 'Choice Awards - Omiljena knjiga -' 'Vampirska akademija serijal'
- Pobednik - 2011 Goodreads Choice Awards - Najbolji grafički romani i stripovi - Vampirska Akademija (strip)
- Nominacija - 2011 Goodreads Choice Awards - Omiljena knjiga 2011 godine -  Krvne veze
- Nominacija - 2011 Goodreads Choice Awards - Najbolji Paranormal Fantazi roman -  Succubus Revealed  [7]
- Nominacija - 2011 Goodreads Choices Awards - Najbolji Goodreads Autor
- Pobednik - 2013 Romantic Times Izbor najboljih autora - IA Protagonist -  The Fieri Heart  [8]

## Bibliografija

### Novele

#### Džordžina Kinkejd serijal
1. Succubus Blues  (Februar 27, 2007)
2. Succubus on Top  (18. decembar 2007.)
3. Succubus Dreams  (30. septembar 2008)
4. Succubus Heat  (26. maj 2009)
5. Succubus Shadovs  (30. mart 2010)
6. Succubus Revealed  (30. avgust 2011)

#### Tamni labud serijal
1. Storm Born  (5. avgust 2008)
2. Thorn Kueen  (28. jul 2009)
3. Iron Crowned  (22. februar 2011)
4. Shadow Heir  (December 27, 2011)

#### Godine Ks Serijal
Ovaj serijal je odbačen od izdavača Rišel Mid i sve ostale knjige iz serije neće biti objavljene.
1. Igra Bogova  (4. jun 2013)
2. Besmrtna kruna  (29. maj 2014)
3. Oko Andromede  (još nije objavljeno)

### Tinejdžerski romani

#### Vampirska Akademija serijal
1. Vampirska akademija (Avgust 16, 2007) srpsko izdanje Laguna, 2010.[9]
2. Promrzlina (April 10, 2008), Laguna, 2010
3. Poljubac senke (13. novembar 2008), Laguna, 2011
4. Obećanje krvi (25. avgust 2009), Laguna, 2011
5. Neraskidiva veza (18. maj 2010), Laguna, 2012
6. Poslednja žrtva (7. decembar 2010), Laguna, 2012

Prva knjiga  Vampirska Akademija  je prilagođena filmu sa naslovom  Vampirska akademija . Prevodilac serijala na srpskom je Eli Gilić.

#### Serijal Krvne veze
Mid je napisala serijal od šest knjiga sa likovima iz serijala Vampirska Akademija : Sidnej, Džil, Edi i Adrijan. Ovaj spin-off serijal se odvija u istom univerzumu kao Vampirska Akademija.
1. Krvne veze  (23. avgust 2011)
2. Zlatni ljiljan  (12. jun 2012)
3. Indigo Čin  (12. februar 2013)
4. Strašno srce  (19. novembar 2013)
5. Srebrne senke  (29. jul 2014)
6. Rubin krug  (10. februar 2015)

#### Glittering Court serijal
1. Sjajni sud  (5. april 2016)
2. Ponoćni dragi kamen  (27. jun 2017.)
3. Smaragdno more  (26. juni 2018.)

#### Standardizovane novele
Bez zvuka  (17. novembar 2015.)

### Dečiji romani
- Doktor Whoo: Nešto pozajmljeno  (23. jun 2013)

### Antologije
- “Brushstrokes”, “Dreams & Desires Vol. 1 (Freia's Bover, februar 2007) (sa likovima iz serije  Georgina Kincaid )
- 'Grad demona' , Večni ljubavnik (Kensington, april 2008.) (sa likovima iz serije  Georgina Kincaid )
- 'Plavi mesec' ', Besmrtnost: Ljubavne priče sa ugrizom (BenBella Books, avgust 2008)
- Sunce  ', Kisses From Hell (HarperTeen, avgust 2010) (sa likovima iz serije' 'Vampirska Akademija' ')
- "Matura" , Foretold (avgust 2012) (sa likovima iz serije  Vampirska Akademija )

## Spoljašnje veze
- "About Richelle"
- "Vampire buzz takes bite in K" Архивирано на веб-сајту  (15. јул 2011) Kirkland Reporter
- "Vampire Academy Series" Архивирано на веб-сајту  (26. јун 2012)
- Richelle Mead на сајту  (језик: енглески)